# Mistrzostwa Rumunii w Skokach Narciarskich 2018
Mistrzostwa Rumunii w Skokach Narciarskich 2018 – zawody mające na celu wyłonić mistrza Rumunii w skokach narciarskich, które zostały rozegrane w Râșnovie w dniach 26–28 października 2018. Oprócz mistrzostw seniorów, rozegrano także konkursy w niższych kategoriach wiekowych.
Wśród mężczyzn w najwyższej kategorii wiekowej zwyciężyli: na skoczni średniej Hunor Farkas, a na normalnej Daniel Cacina, natomiast wśród kobiet złote medale odpowiednio na tych skoczniach zdobyły Daniela Haralambie oraz Carina Militaru.
Ponadto rozegrano również zawody drużynowe mężczyzn, w których złote medale zdobyli zawodnicy zespołu CS Dinamo Braszów, przed pierwszym i drugim składem CSS Dinamo Râșnov.

## Wyniki

### Mężczyźni
| Msc. | Zawodnik         | Klub              | I seria | II seria | Punkty |
| ---- | ---------------- | ----------------- | ------- | -------- | ------ |
| 1.   | Hunor Farkas     | CS Dinamo Braszów | 63,0 m  | 65,5 m   | 220,7  |
| 2.   | Mihnea Spulber   | CS Dinamo Braszów | 60,5 m  | 63,5 m   | 209,4  |
| 3.   | Radu Păcurar     | CSS Dinamo Râșnov | 58,5 m  | 63,5 m   | 205,6  |
| 4.   | Daniel Cacina    | CSS Dinamo Râșnov | 61,0 m  | 64,5 m   | 204,5  |
| 5.   | Andrei Feldorean | CS Dinamo Braszów | 59,5 m  | 61,0 m   | 196,5  |
| –    | Ștefan Blega     | CSU Braszów       | DNS     | DNS      | –      |

| Msc. | Klub                  | Zawodnicy                                         | I seria              | II seria             | Punkty |
| ---- | --------------------- | ------------------------------------------------- | -------------------- | -------------------- | ------ |
| 1.   | CS Dinamo Braszów     | Andrei Feldorean Mihnea Spulber Hunor Farkas      | 65,0 m 67,5 m        | 66,5 m 62,0 m 65,0 m | 688,1  |
| 2.   | CSS Dinamo Râșnov I   | Alexandru Runceanu Radu Păcurar Daniel Cacina     | 54,0 m 63,5 m 62,5 m | 58,5 m 65,5 m 63,5 m | 611,4  |
| 3.   | CSS Dinamo Râșnov II  | Radu Ardelean Mircea Jipescu Florin Feroiu        | 55,0 m 51,5 m 55,0 m | 56,0 m 54,5 m 57,0 m | 497,0  |
| 4.   | CSS Dinamo Râșnov III | Alexandru Folea Mario Butaru Denis Butaru         | 50,5 m 48,0 m 45,5 m | 52,0 m 51,5 m 46,5 m | 404,0  |
| 5.   | ACS Săcele            | Alessia Mîțu Cosca Remus Burlac Robert Săndulescu | 30,0 m 43,0 m 58,0 m | 35,5 m 37,5 m 50,5 m | 297,2  |

#### Konkurs indywidualny – 28 października 2018 – HS97
| Msc. | Zawodnik           | Klub              | I seria | II seria | Punkty |
| ---- | ------------------ | ----------------- | ------- | -------- | ------ |
| 1.   | Daniel Cacina      | CSS Dinamo Râșnov | 93,0 m  | 89,0 m   | 218,5  |
| 2.   | Andrei Feldorean   | CS Dinamo Braszów | 91,0 m  | 80,5 m   | 202,5  |
| 3.   | Mihnea Spulber     | CS Dinamo Braszów | 73,0 m  | 85,5 m   | 173,0  |
| 4.   | Hunor Farkas       | CS Dinamo Braszów | 79,0 m  | 92,5 m   | 171,0  |
| 5.   | Radu Păcurar       | CSS Dinamo Râșnov | 82,0 m  | 70,0 m   | 154,5  |
| 6.   | Robert Săndulescu  | ACS Săcele        | 61,5 m  | 67,0 m   | 106,5  |
| 7.   | Lorant Benedek     | CS Dinamo Braszów | 51,5 m  | 61,5 m   | 67,5   |
| 8.   | Alexandru Runceanu | CSS Dinamo Râșnov | 68,0 m  |          | 59,5   |
| 9.   | Radu Ardelean      | CSS Dinamo Râșnov | 57,0 m  |          | 38,0   |
| 10.  | Florin Feroiu      | CSS Dinamo Râșnov | 57,0 m  |          | 34,5   |
| ...  |                    |                   |         |          |        |

### Kobiety
| Msc. | Zawodniczka        | Klub              | I seria | II seria | Punkty |
| ---- | ------------------ | ----------------- | ------- | -------- | ------ |
| 1.   | Daniela Haralambie | CS Dinamo Braszów | 61,5 m  | 61,5 m   | 207,5  |
| 2.   | Diana Trâmbițaș    | CSS Brașovia      | 55,5 m  | 59,0 m   | 180,6  |
| 3.   | Carina Militaru    | CSS Brașovia      | 56,5 m  | 57,5 m   | 177,4  |
| 4.   | Bianca Ștefănuță   | CSU Braszów       | 48,0 m  | 51,0 m   | 140,9  |
| 5.   | Daria Chindriș     | CS Dinamo Braszów | 47,0 m  | 46,0 m   | 120,5  |
| 6.   | Delia Folea        | CSS Dinamo Râșnov | 42,0 m  | 42,0 m   | 98,4   |
| 7.   | Alessia Mîțu Cosca | ACS Săcele        | 36,0 m  | 38,5 m   | 70,6   |
| 8.   | Bianca Moroșanu    | SV Villach        | 34,5 m  | 35,0 m   | 57,6   |
| 9.   | Andra Gheorghe     | CSS Brașovia      | 22,0 m  | 27,0 m   | 3,9    |
| ...  |                    |                   |         |          |        |

| Msc. | Zawodniczka        | Klub              | I seria | II seria | Punkty |
| ---- | ------------------ | ----------------- | ------- | -------- | ------ |
| 1.   | Carina Militaru    | CSS Brașovia      | 78,5 m  | 76,5 m   | 164,5  |
| 2.   | Daniela Haralambie | CS Dinamo Braszów | 75,0 m  | 79,5 m   | 160,5  |
| 3.   | Diana Trâmbițaș    | CSS Brașovia      | 72,0 m  | 72,5 m   | 138,0  |
| 4.   | Bianca Ștefănuță   | CSU Braszów       | 53,0 m  | 59,0 m   | 68,5   |
| 5.   | Daria Chindriș     | CS Dinamo Braszów | 49,5 m  | 51,0 m   | 39,5   |
| ...  |                    |                   |         |          |        |